# Vráž
Vráž är en ort i Tjeckien.   Den ligger i regionen Mellersta Böhmen, i den centrala delen av landet, 24 km sydväst om huvudstaden Prag. Vráž ligger 327 meter över havet och antalet invånare är 881.
Terrängen runt Vráž är kuperad åt sydväst, men åt nordost är den platt. Terrängen runt Vráž sluttar söderut. Runt Vráž är det ganska tätbefolkat, med 83 invånare per kvadratkilometer. Närmaste större samhälle är Kladno, 18,3 km norr om Vráž. I omgivningarna runt Vráž växer i huvudsak blandskog.